# Furfural
Furfural (von lateinisch furfur, Kleie) ist ein flüchtiges, farbloses, bei Licht- und Lufteinwirkung rötliches bis dunkelbraunes, giftiges Öl mit bittermandelartigem Geruch. In Wasser ist es kaum, in Ölen und Fetten jedoch leicht löslich. Es gehört zur Stoffklasse der heterocyclischen Aldehyde. Da es vollständig aus nachwachsenden Rohstoffen hergestellt werden kann und ein wichtiger Synthesebaustein ist, besitzt es großes Potenzial als Plattformchemikalie.

## Geschichte
Furfural wurde 1831 erstmals vom deutschen Chemiker Johann Wolfgang Döbereiner durch Destillation von Kleie mit verdünnter Schwefelsäure erhalten. Der Aldehyd wurde zunächst als Furfurol bezeichnet, der Name Furfural bürgerte sich erst nach dem Zweiten Weltkrieg ein.

## Vorkommen

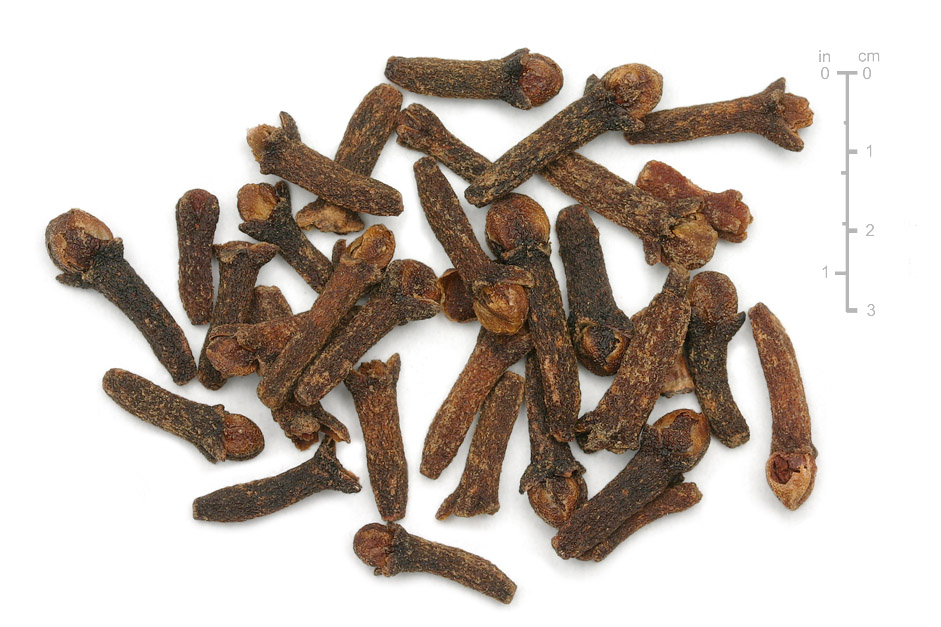
Gewürznelken enthalten natürlicherweise Furfural

Furfural kommt natürlich als Bestandteil ätherischer Öle z. B. in Gewürznelken und verschiedenen anderen Pflanzen vor. Auch in Atractylodes lancea, Brassica oleracea, Pelargonium graveolens, und der Echten Guave kann Furfural nachgewiesen werden.
Furfural entsteht beim Erhitzen von kohlenhydratreichen Lebensmitteln aus Mono- und Disacchariden über die entsprechenden 3-Desoxypentosen und ist zusammen mit substituierten Furfuralen flüchtiges Hauptprodukt bei der Karamelisierung. Bei weiterer thermischer Behandlung von Lebensmitteln ist Furfural Vorläufer für wichtige heterocyclische Aromastoffe wie die Furan- und Thiophen-Derivate. Furfural disproportioniert leicht unter Bildung von Furfurylalkohol und 2-Furancarbonsäure (Cannizzaro-Reaktion).

## Gewinnung
Furfural erhält man durch Einwirkung von Schwefelsäure auf die in vielen pflanzlichen Materialien (z. B. Maisspindeln oder Bagasse) enthaltenen Pentosen in einer Dehydratisierung. Auch bei der Zellstoffgewinnung nach dem Magnesiumbisulfitverfahren bildet sich eine größere Menge Furfural, das aus der Kochlauge extrahiert werden kann.

## Verwendung
Furfural und das daraus gewinnbare Furan sind vor allem als organischer Rohstoff und chemischer Grundkörper für Synthesen in der Heterocyclen- und damit auch Naturstoff-, Arzneistoff- und Lösungsmittelchemie interessant. Von Furfural ausgehend können zahlreiche Verbindungen hergestellt werden, daher besitzt es großes Potenzial als Plattformchemikalie.
Weiterhin wird es zur Herstellung von Kunstharzen und als Ausgangsstoff für Chemiefaserstoffe verwendet.
Als Reagenz dient es unter anderem zur Reinigung tierischer und pflanzlicher Öle und zur Konzentrierung von Vitamin A aus Fischleberölen.
Zur Unterscheidung von Heizöl und Dieselkraftstoff wurde Furfural in Deutschland ab 1976 dem Heizöl beigemischt. Seit 2002 wird stattdessen EU-weit Solvent Yellow 124 als chemischer Marker verwendet.
Furfural wird auch zur Herstellung von Furanharzen genutzt.

## Sicherheitshinweise/Risikobewertung
Furfural bewirkt bereits bei Konzentrationen von weniger als 0,1 Vol.-% starke Schleimhautsekretion, höhere Konzentrationen führen zu Entzündungen der Atemwege und zu Lungenödem. Die Flüssigkeit wird auch über die Haut aufgenommen. Furfural ist als krebserzeugend, Kategorie 2 eingestuft.
Furfural wurde 2017 von der EU gemäß der Verordnung (EG) Nr. 1907/2006 (REACH) im Rahmen der Stoffbewertung in den fortlaufenden Aktionsplan der Gemeinschaft (CoRAP) aufgenommen. Hierbei werden die Auswirkungen des Stoffs auf die menschliche Gesundheit bzw. die Umwelt neu bewertet und ggf. Folgemaßnahmen eingeleitet. Ursächlich für die Aufnahme von Furfural waren die Besorgnisse bezüglich Exposition von Arbeitnehmern, hoher (aggregierter) Tonnage und weit verbreiteter Verwendung sowie der möglichen Gefahren durch krebsauslösende und mutagene Eigenschaften. Die Neubewertung läuft seit 2022 und wird von Dänemark durchgeführt.